# Миразова, Аякул Торекызы
Аягуль Торекызы Миразова (каз. Аягүл Төреқызы Миразова; 15 декабря 1948; Жуалынский район, Жамбылская область, КазССР, СССР) — советский и казахстанский школьный педагог, Герой Труда Казахстана (2008), отличник народного просвещения Казахской ССР (1981). Заслуженный деятель Казахстана (1998).

## Биография
Родилась 15 декабря 1948 года.
В 1971 году окончила математический факультет Жамбылского педагогического института.
С 1971 по 1991 год — учитель математики, заведующий учебно-воспитательной работой, председатель первичной партийной организации, заместитель директора по учебной работе в школах г. Алматы;
С 1991 по 2016 год — директор многопрофильной гимназии № 159 им. Ы. Алтынсарина в г. Алматы;

## Награды и звания
- 1980 — нагрудный знак «Победитель социалистического соревнования»;
- 1981 — нагрудный знак «Отличник народного просвещения Казахской ССР»;
- 1988 — Медаль «Ветеран труда»;
- 1995 — Медаль МОН РК «Ыбырай Алтынсарин» — за особые заслуги в области просвещения и педагогической науки.;
- 1998 (11 декабря) — почётное звание «Қазақстанның еңбек сіңірген қайраткері» (Заслуженный деятель Казахстана);
- 2003 — Медаль МОН РК «Почётный работник образования Республики Казахстан»;
- 2008 (5 декабря) — Звание «Қазақстанның Еңбек Ері» с вручением знака особого отличия Золотой звезды (Алтын жұлдыз) и ордена «Отан» — за большой вклад в отечественную педагогику и заслуги в воспитании подрастающего поколения.;[2]
- Грамоты Министерства образования, городских, районных отделов образования, грамоты городских, районных акиматов.
- 2011 — Медаль от партии «Нур Отан» «Белсенді қызметі үшін»;
- 2011 — звания «Почётный гражданин Жуалынского района» Жамбылская область;
- 2013 — звания «Почётный гражданин города Алматы»;
- 2014 — Медаль «Еңбек ардагері» (Ветеран труда Казахстана);
- 2015 — Академик Казахстанской Академии педагогических наук;
- 2015 — звания «Почётный гражданин Жамбылской области»;
- Правительственные медали, в том числе:
  - Медаль «10 лет независимости Республики Казахстан» (2001);
  - Медаль «10 лет Конституции Республики Казахстан» (2005);
  - Медаль «10 лет Астане» (2008);
  - Медаль «20 лет независимости Республики Казахстан» (2011);
  - Медаль «20 лет Конституции Республики Казахстан» (2015);
  - Медаль «25 лет независимости Республики Казахстан» (2016);
  - Медаль «20 лет Астане» (2018);
  - Медаль «25 лет Конституции Республики Казахстан» (2020);